# Bismarckturm (Essen)

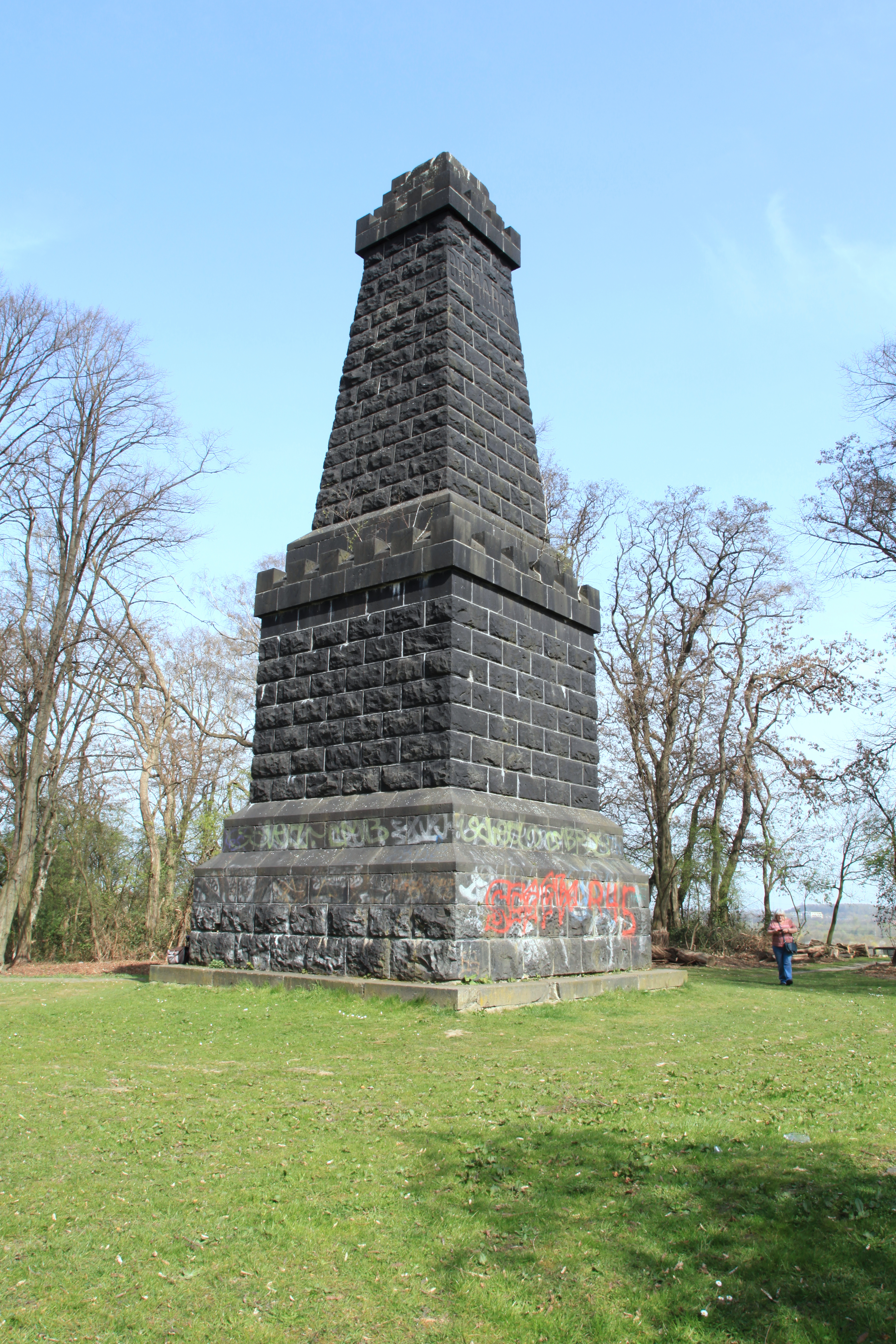
Bismarckturm Essen

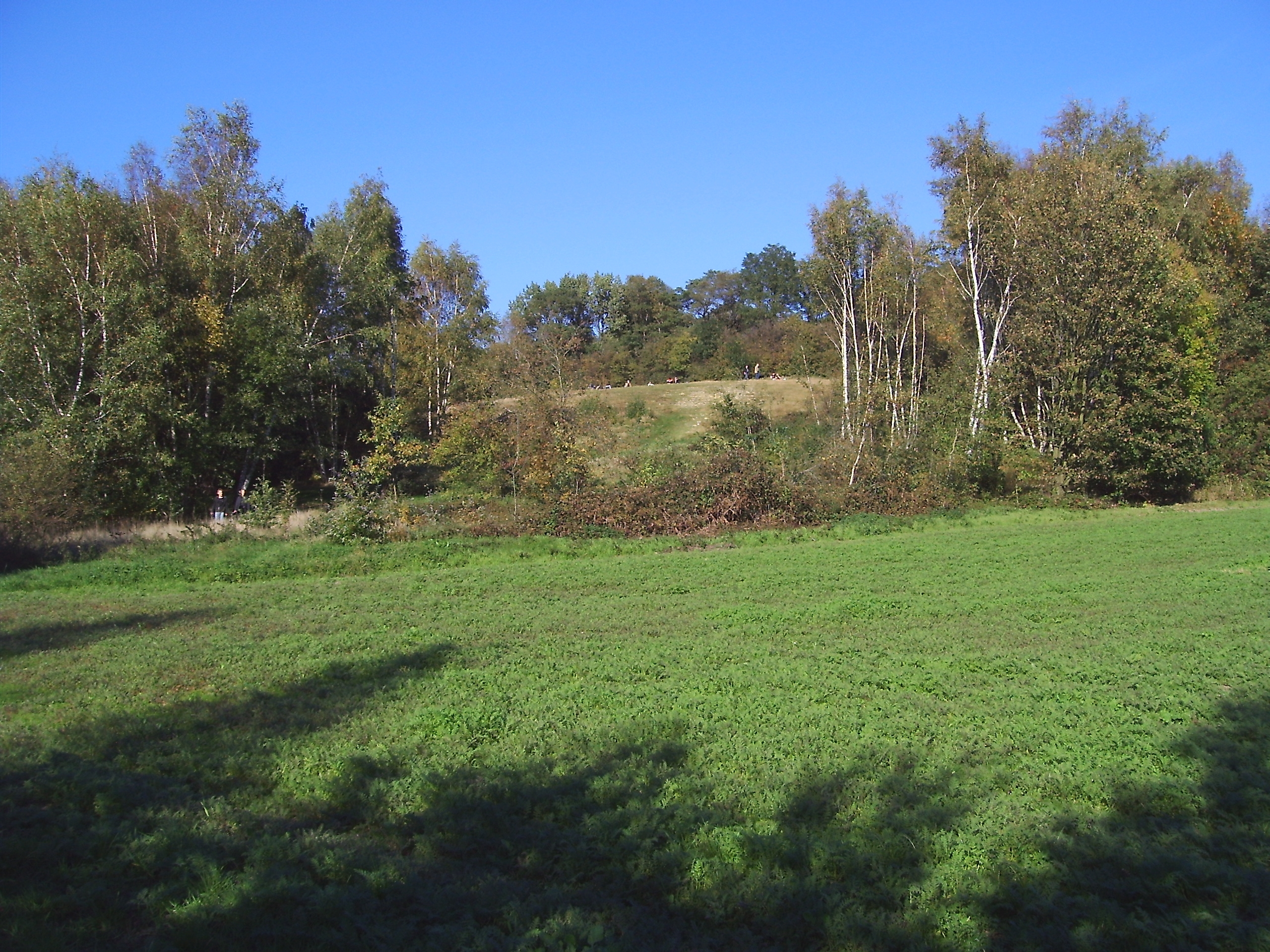
Landschaftspark Mechtenberg

Der Bismarckturm in Essen ist eine 16,75 Meter hohe Feuersäule im Essener Stadtteil Kray, errichtet zu Ehren des Staatsmannes Otto von Bismarck (1815–1898).

## Geschichte
Die Initiative zum Bau dieser reinen Feuersäule kam von Emil Kirdorf, dem Vorsitzenden des 1896 gegründeten Bismarck-Vereins des Kreises Gelsenkirchen. Am 28. Dezember 1898 wurde eine Baukommission gebildet. Sie bestand aus dem Generaldirektor Emil Kirdorf, dem Bergwerksdirektor Bürgel, dem Verlagsbuchhändler Carl Besterling, dem Bürovorsteher Brenscheid, dem Bauunternehmer Wilhelm Ecke, dem Bauunternehmer Timmermann und dem Maschineninspektor Brauns.

### Bau
Der Architekt Heinrich Tscharmann wurde vom Gelsenkirchener Bismarck-Verein mit dem Entwurf der Feuersäule beauftragt. Er hatte bereits vorher den Bismarckturm in Keilhau in Thüringen entworfen. Der Mechtenberg (83 m ü. NHN) in Essen wurde als weithin sichtbarer Standort ausgewählt. Schließlich wurden die Arbeiten durch den Bauunternehmer Timmermann aus Gelsenkirchen unter der Leitung von Wilhelm Ecke aus Wattenscheid ausgeführt. Die Grundsteinlegung fand am 1. April 1900 statt, die Einweihung des Turmes am 29. Juli desselben Jahres.

### Finanzierung
Die Finanzierung lief über Spenden der umliegenden Orte, wie beispielsweise Gelsenkirchen und Wattenscheid, Eickel, Schalke, Ückendorf, Wanne und der Bürgermeistereien Steele und Stoppenberg. Die Gesamtkosten von 32.000 Mark setzten sich aus dem Erwerb des 88 Quadratmeter großen Grundstückes (7146,89 Mark), den Kosten der Säule (18.000 Mark, darin enthalten allein 1600 Mark für die kupferne Feuerschale) sowie den Kosten für Grünanlage und ein Wärterhäuschen zusammen.

### Der Turm
Der aus Basaltlava errichtete Turm erhielt an seiner Vorder- und Rückseite aus vergoldeten Großbuchstaben jeweils den Schriftzug BISMARCK sowie an seiner Nordseite ein geschmiedetes Bismarck-Wappen, welches seit den 1990er Jahren nicht mehr existiert. Die 1,8 Meter im Durchmesser große Feuerschale auf der Turmspitze wurde mittels einer Druckpumpe betrieben, welche dünnflüssige Benzol-Rückstände durch eine zwei Millimeter dicke Rohrleitung zu einer Düse pumpte. Diese Feuerschale und das Wärterhaus sind heute nicht mehr erhalten. Die Feuerschale wurde aus kriegsproduktionstechnischen Gründen des Materialmangels gegen Ende des Zweiten Weltkrieges entfernt und zur Waffenproduktion eingeschmolzen (→ Metallspende des deutschen Volkes). Am 10. Juli 1986 ist der Bismarckturm als Baudenkmal in die Denkmalliste der Stadt Essen eingetragen worden.
Der ehemals 99 Meter hohe Mechtenberg verlor noch vor dem Bau des Turmes durch Bergsenkung an Höhe. Heute gehört er zum Landschaftspark Mechtenberg, der wiederum Teil der Themenroute 24 der Route der Industriekultur ist. Die katholische Gemeinde Mariä Himmelfahrt Gelsenkirchen-Rotthausen veranstaltet einmal jährlich an Karfreitag ab der Düppeler Kirche einen Kreuzweg zum Bismarckturm in Essen-Kray.